# Пенске Рейсінг
Пенске Рейсінг (англ. Team Penske або англ. Penske Racing) — автогоночна команда США, яка бере участь у перегонах IndyCar Series та NASCAR. Раніше брала участь у інших серіях, у тому числі у Формулі-1. Є підрозділом компанії Penske Corporation, власник компанії та голова ради директорів Роджер Пенске. Загалом Team Penske здобула понад 500 перемог і понад 40 чемпіонських титулів у автоперегонах.

## Музей Пенске Рейсінг
У 2002 році відкрився Музей Пенске Рейсінг (англ. Penske Racing Museum) у місті Скоттсдейл, штат Аризона, на території Penske Corporation. Експозиція музею складає більше 20 історично значущих гоночних авто команди Пенске Рейсінг та також нагороди, витвори мистецтва, двигуни та інши цінні речі.